# Orbea speciosa
Orbea speciosa är en oleanderväxtart som beskrevs av Leslie Larry Charles Leach. Orbea speciosa ingår i släktet Orbea och familjen oleanderväxter. Inga underarter finns listade i Catalogue of Life.